# Jane Lynch

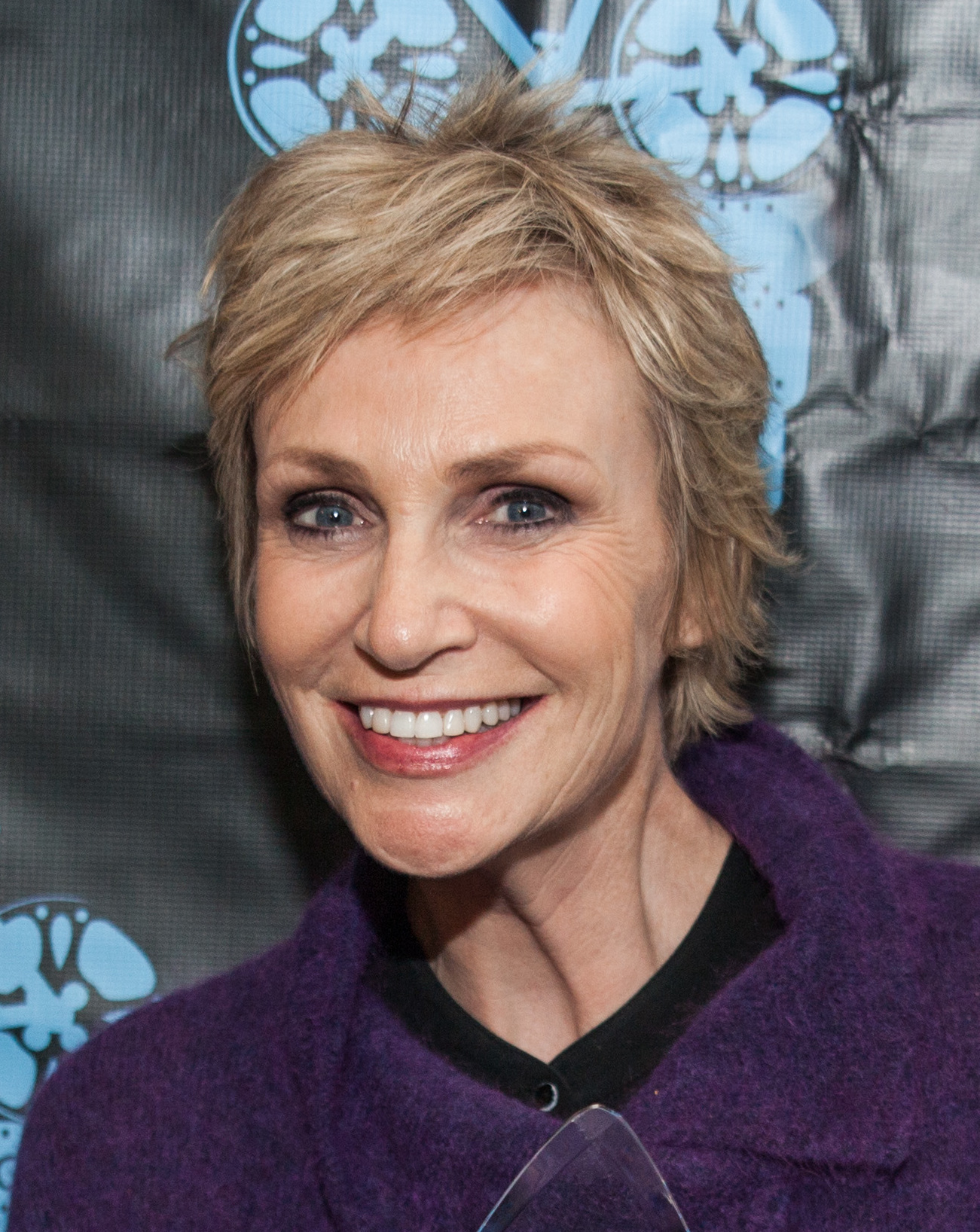
Jane Lynch (2016)

Jane Marie Lynch (* 14. Juli 1960 in Dolton, Illinois) ist eine US-amerikanische Autorin, Schriftstellerin, Sängerin, Schauspielerin und Komikerin.

## Leben
Seit 1988 arbeitet Jane Lynch als Schauspielerin in verschiedenen Filmproduktionen als Nebendarstellerin. Im Verlauf dieser Arbeit wurden die Rollen immer umfangreicher. Seit ihrer Rolle als Christy Cummings im Spielfilm Best in Show im Jahr 2000 wurden ihre Rollen bedeutender und mehr in den Vordergrund der Produktionen gestellt. Sie arbeitete für diverse Fernseh-Produktionen, häufig jedoch nur in ein bis zwei Folgen je Fernsehserie. Sie trat in mehr als 60 Produktionen auf und wurde so zu einer bekannten Darstellerin, obwohl sie nie die Hauptrolle übernahm. Sie gehörte zur Theatergruppe The Second City und arbeitete dort in verschiedenen Theaterstücken. Im Jahr 1998 spielte sie im selbstverfassten Stück Oh Sister, My Sister. Im Film Another Cinderella Story sang sie 2008 das Lied Hold 4 You im Soundtrack.
2010 erhielt sie den Emmy und 2011 den Golden Globe Award für ihre Hauptrolle in der Fernsehserie Glee. Dort war sie von 2009 bis 2015 als eifersüchtige Cheerleader-Trainerin Sue Sylvester zu sehen. 2019 erhielt sie einen weiteren Emmy für ihre Gastrolle als intrigante Komikerin Sophie Lennon in der Fernsehserie The Marvelous Mrs. Maisel. Einem breiteren Publikum wurde sie ab 2004 durch zahlreiche Auftritte als Charlie Harpers Psychotherapeutin in der Serie Two and a Half Men bekannt, welche sie über 10 Jahre hinweg spielte. 
Lynch war von 2010 bis 2014 mit der Psychologin Lara Embry verheiratet.
Im Jahr 2021 heiratete Jane ihre langjährige Partnerin Jennifer Cheyne in Santa Barbara, Kalifornien.
Lynch ist auf ihrem rechten Ohr taub.

## Filmografie
Filme
- 1988: Taxi Killer
- 1988: Ich bin Du (Vice Versa)
- 1993: Auf der Flucht (The Fugitive)
- 1993: Crazy Instinct (Fatal Instinct)
- 2000: Best in Show
- 2002: Collateral Damage – Zeit der Vergeltung (Collateral Damage)
- 2004: Lemony Snicket – Rätselhafte Ereignisse (Lemony Snicket’s A Series Of Unfortunate Events)
- 2004: Plötzlich verliebt (Sleepover)
- 2004: Aviator (The Aviator)
- 2005: Jungfrau (40), männlich, sucht … (The 40 Year-Old Virgin)
- 2006: Ricky Bobby – König der Rennfahrer (Talladega Nights: The Ballad of Ricky Bobby)
- 2006: Die Delfinflüsterin (Eye of the Dolphin)
- 2007: Smiley Face
- 2007: Alvin und die Chipmunks – Der Kinofilm (Alvin and the Chipmunks, Stimme)
- 2008: Tru Loved
- 2008: Another Cinderella Story
- 2008: The Rocker – Voll der (S)Hit (The Rocker)
- 2008: Adventures of Power
- 2009: Spring Breakdown
- 2009: Vorbilder?! (Role Models)
- 2009: Julie & Julia
- 2009: (Traum)Job gesucht (Post Grad)
- 2009: Mr. Troop Mom – Das verrückte Feriencamp (Mr. Troop Mom)
- 2011: Paul – Ein Alien auf der Flucht (Paul)
- 2012: Die Stooges – Drei Vollpfosten drehen ab (The Three Stooges)
- 2012: Ralph reichts (Wreck-It Ralph, Stimme von Sergeant Calhoun)
- 2013: Love. Sex. Life. (Afternoon Delight)
- 2013: Scheidungsschaden inklusive (A.C.O.D.)
- 2013: Nix wie weg – vom Planeten Erde (Escape from Planet Earth, Stimme von Io)
- 2018: Chaos im Netz (Ralph Breaks the Internet, Stimme von Sergeant Calhoun)

Fernsehserien
- 1996: Frasier (Folge 4x07)
- 1999: Dharma & Greg (Folge 3x04)
- 2000: Gilmore Girls (Folge 1x10)
- 2000: JAG – Im Auftrag der Ehre (JAG, Folge 5x21)
- 2001: Akte X – Die unheimlichen Fälle des FBI (The X-Files, Folge 9x05)
- 2001: Dawson’s Creek (Folge 4x12)
- 2001–2002: Eine himmlische Familie (7th Heaven, 4 Folgen)
- 2001: King of Queens (Folge 4x12)
- 2003: Immer wieder Jim (Folge 3x05)
- 2003: Dead Zone (Folge 2x13)
- 2004: Friends (Folge 10x15)
- 2004: Arrested Development (2 Folgen)
- 2004: Monk (Folge 2x15)
- 2004: Veronica Mars (Folge 1x06)
- 2004–2011, 2014: Two and a Half Men (14 Folgen)
- 2005: Weeds – Kleine Deals unter Nachbarn (Weeds, Folge 1x04)
- 2005: CSI: Den Tätern auf der Spur (CSI: Crime Scene Investigation, Folge 5x14)
- 2005–2009: The L Word – Wenn Frauen Frauen lieben (The L Word, 15 Folgen)
- 2006–2008, 2017, 2020: Criminal Minds (10 Folgen)
- 2006–2008: Boston Legal (4 Folgen)
- 2006: Desperate Housewives (Folge 2x14)
- 2007: The New Adventures of Old Christine (2 Folgen)
- 2008: Psych (Folge 3x06)
- 2009–2015: Glee (96 Folgen)
- 2009–2010, 2023: Party Down (15 Folgen)
- 2010: iCarly (Folge 4x02)
- 2011: Die Simpsons (The Simpsons, Folge 23x04: Replaceable You, Stimme von Roz Davis)
- 2015: Portlandia (Folge 5x05)
- 2015: Das Leben und Riley (Girl Meets World, Folge 1x19)
- 2016: Angel from Hell (13 Folgen)
- 2017: Will & Grace (Folge 9x04)
- 2017: Manhunt (6 Folgen)
- 2017, 2019, 2021, 2023: The Marvelous Mrs. Maisel (9 Folgen)
- 2017–2018, 2021: The Good Fight (5 Folgen)
- 2019–2021: Final Space (14 Folgen, Stimme von A.V.A.)
- 2020: Space Force (3 Folgen)
- 2021–2024: Only Murders in the Building (9 Folgen)

TV-Shows
- seit 2013: Hollywood Game Night

## Synchronisation
Sie wird meistens von den Sprecherinnen Heike Schroetter (Two and a Half Men, iCarly) oder Kerstin Sanders-Dornseif (Glee) synchronisiert.

## Auszeichnungen
Golden Globe Award
- 2010: Nominierung als Beste Nebendarstellerin – Serie, Mini-Serie oder Fernsehfilm für Glee
- 2011: Beste Nebendarstellerin – Serie, Mini-Serie oder Fernsehfilm für Glee

Primetime-Emmy-Award
- 2010: Beste Nebendarstellerin in einer Comedyserie für Glee
- 2011: Nominierung als Beste Nebendarstellerin in einer Comedyserie für Glee